# Liolaemus quilmes
Liolaemus quilmes är en ödleart som beskrevs av  Richard Etheridge 1993. Liolaemus quilmes ingår i släktet Liolaemus och familjen Tropiduridae. Inga underarter finns listade i Catalogue of Life.